# Zapotèque de Santiago Xanica
Le zapotèque de Santiago Xanica (ou zapotèque de Xanica) est une variété de la langue zapotèque parlée dans l'État d'Oaxaca au Mexique.

## Localisation géographique
Cette variété du zapotèque est parlée dans les villes de Santiago Xanica, Santa María Coixtepec, San Andrés Lovene et San Antonio Ozolotepec dans le sud-est du district de Miahuatlán (en) de l'État d'Oxaca,,.

## Classification
Le parler zapotèque de Santiago Xanica est une langue amérindienne. Les parlers zapotèques constituent une des branches de la famille des langues oto-mangues.

## Intelligibilité avec les variétés de zapotèque
Les locuteurs du zapotèque de Santiago ont une intelligibilité de 72 % du zapotèque d'Ozolotepec et de 70 % du zapotèque de Miahuatlán.

## Phonologie
Les tableaux présentent les phonèmes du zapotèque parlé à Santiago Xanica.

### Voyelles
|         | Antérieure | Centrale | Postérieure |
| ------- | ---------- | -------- | ----------- |
| Fermée  | i [i]      |          | u [u]       |
| Moyenne | e [e]      |          | o [o]       |
| Ouverte | ë [æ]      | a [a]    |             |

### Qualité des voyelles
Le zapotèque de Santiago Xanica ajoute, en dehors des voyelles simples, trois autres séries de voyelles. elles peuvent être glottalisées [aʔ], laryngalisées [a̰] ou aspirés [a̤].

### Consonnes
|               |               | Bilabiale | Dentale | Palatale | Vélaire | Lab.-vél. |
| ------------- | ------------- | --------- | ------- | -------- | ------- | --------- |
| Occlusives    | Occlusives    | p [p]     | t [t]   | ky [kʲ]  | k [k]   | kw [kʷ]   |
| Fricatives    | Sourdes       | b [β]     | s [s]   | x [ ʃ ]  |         |           |
| Fricatives    | Sonores       |           | z [z]   | zh [ ʒ]  |         |           |
| Affriquées    | Affriquées    |           | ts [t͡s] |          |         |           |
| Nasales       | Nasales       | m [m]     | n [n]   | ñ [ɲ]    |         | ngw [ŋʷ]  |
| Liquides      | Liquides      |           | l [l]   |          |         |           |
| Roulées       | Roulées       |           | r [r]   |          |         |           |
| Semi-voyelles | Semi-voyelles | w [w]     |         | y [j]    |         |           |

### Une langue tonale
Le zapotèque de Santiago Xanica est une langue tonale. Ceux-ci ne sont pas notés dans l'écriture.